# گروه اس‌تی‌اف‌ای
گروه اس‌تی‌اف‌ای (انگلیسی: STFA Group) شرکت ساخت‌وساز ترکیه‌ای است، که در سال ۱۹۳۸ تأسیس شد.